# Stephopoma
Stephopoma là một chi ốc biển, marine động vật chân bụng động vật thân mềm thuộc họ Siliquariidae, the "slit worm shells" hoặc "slit worm snail.

## Các loài
Các loài trong chi Stephopoma gồm có:
- Stephopoma abrolhosense
- Stephopoma levispinosum
- Stephopoma mammillatus
- Stephopoma myrakeenae
- Stephopoma pennatum
- Stephopoma roseum (Quoy và Gaimard, 1834) = Stephopoma nucleogranosum
- Stephopoma tricuspe

Danh sách này không đầy đủ, bạn cũng có thể giúp mở rộng danh sách.